# Коппер-Сентер (Аляска)
Коппер-Сентер (англ. Copper Center) — переписна місцевість (CDP) в США, в окрузі Вальдес-Кордова штату Аляска. Населення — 338 осіб (2020).

## Географія
Коппер-Сентер розташований за координатами 61°59′4″ пн. ш. 145°21′16″ зх. д. / 61.98444° пн. ш. 145.35444° зх. д. (61.984549, -145.354342).  За даними Бюро перепису населення США в 2010 році переписна місцевість мала площу 32,39 км², уся площа — суходіл.

### Клімат
| Клімат : Коппер-Сентер | Клімат : Коппер-Сентер | Клімат : Коппер-Сентер | Клімат : Коппер-Сентер | Клімат : Коппер-Сентер | Клімат : Коппер-Сентер | Клімат : Коппер-Сентер | Клімат : Коппер-Сентер | Клімат : Коппер-Сентер | Клімат : Коппер-Сентер | Клімат : Коппер-Сентер | Клімат : Коппер-Сентер | Клімат : Коппер-Сентер | Клімат : Коппер-Сентер |
| Показник               | Січ.                   | Лют.                   | Бер.                   | Квіт.                  | Трав.                  | Черв.                  | Лип.                   | Серп.                  | Вер.                   | Жовт.                  | Лист.                  | Груд.                  | Рік                    |
| Середній максимум, °C  | −20,4                  | −10,3                  | 0,3                    | 7,6                    | 16,0                   | 21,3                   | 25,2                   | 18,3                   | 15,1                   | −0,9                   | −10,7                  | −23,5                  | 3,2                    |
| Середній мінімум, °C   | −32,6                  | −28,9                  | −16,2                  | −5,4                   | −1,1                   | 6,4                    | 7,1                    | 3,1                    | −1,9                   | −10                    | −19,2                  | −31,9                  | −10,8                  |
| ---------------------- | ---------------------- | ---------------------- | ---------------------- | ---------------------- | ---------------------- | ---------------------- | ---------------------- | ---------------------- | ---------------------- | ---------------------- | ---------------------- | ---------------------- | ---------------------- |

## Демографія
Згідно з переписом 2010 року, у переписній місцевості мешкало 328 осіб у 123 домогосподарствах у складі 80 родин. Густота населення становила 10 осіб/км².  Було 199 помешкань (6/км²).
Расовий склад населення:
| - 48,5 % — корінних американців - 45,7 % — білих - 0,9 % — вихідців з тихоокеанських островів - 0,3 % — азіатів |

До двох чи більше рас належало 4,6 %. Частка іспаномовних становила 3,0 % від усіх жителів.
За віковим діапазоном населення розподілялося таким чином: 31,1 % — особи молодші 18 років, 62,2 % — особи у віці 18—64 років, 6,7 % — особи у віці 65 років та старші. Медіана віку мешканця становила 35,3 року. На 100 осіб жіночої статі у переписній місцевості припадало 107,6 чоловіків;  на 100 жінок у віці від 18 років та старших — 121,6 чоловіків також старших 18 років.
Середній дохід на одне домашнє господарство  становив 54 854 долари США (медіана — 39 063), а середній дохід на одну сім'ю — 74 702 долари (медіана — 60 000). За межею бідності перебувало 18,8 % осіб, у тому числі 33,6 % дітей у віці до 18 років та 0,0 % осіб у віці 65 років та старших.
Цивільне працевлаштоване населення становило 143 особи. Основні галузі зайнятості: будівництво — 18,2 %, транспорт — 17,5 %, мистецтво, розваги та відпочинок — 14,7 %.